# Joseph Boussinesq
Joseph Valentin Boussinesq (1842-1929) va ser un matemàtic i físic francès que es va especialitzar en mecànica dels fluids.

## Vida i Obra
Fill d'un modest agricultor d'un petit poble entre Besiers i Montpeller, el jove Boussinesq va deixar la casa paterna per aquesta darrera ciutat per poder cursar estudis superiors, en contra del desig del seu pare de que continués explotant la granja familiar. El 1861 va obtenir la seva llicenciatura en ciències a la universitat de Montpeller. Els anys successius va ser professor de secundària a Agde, Vigan i Gap, fins que el 1867 va obtenir el doctorat de la Facultat de Ciències de París.
A partir d'aquesta data, en que Saint-Venant, un reconegut enginyer, es va fixar en ell i el va convertir en el seu protegit, va començar la seva carrera de docència i recerca universitària. Primer obtenint una titulació en física i després essent nomenat professor de càlcul a la universitat de Lilla (1873), càrrec que mantindrà fins al 1886, en que és escollit membre de l'Acadèmia Francesa de les Ciències i es trasllada a París, on ocuparà, a més, diferents càtedres a la Sorbona (Mecànica, Física teòrica i Probabilitat).
La gran majoria d'obres de Boussinesq versen sobre dinàmica de fluids i hidràulica.